# Камышановский
Камышановский — посёлок в Новохопёрском районе Воронежской области России.
Входит в состав Центральского сельского поселения.
Население поселка — 163 человека (2005 год), 147 человек (2010 год).

## География

### Улицы
- ул. Дорожная
- ул. Лесная
- ул. Молодёжная
- ул. Прудовая
- ул. Центральная